# Moody Blue
Moody Blue é o título do último álbum do cantor Elvis Presley lançado em vida. Este disco é uma mescla de versões de estúdio e versões ao vivo.

## Conteúdo
O álbum possui dois sucessos de Elvis Presley, "Moody Blue" e principalmente "Way Down". Esse LP tornou-se um grande sucesso de vendas nos EUA e Europa. A canção "He'll Have To Go" foi a última gravada por Elvis em estúdio, em outubro de 1976 na sua mansão Graceland; já "Unchained Melody", a referida gravação ocorreu no dia 21 de junho de 1977 na cidade de Rapid City, porém a versão do disco é de 24 de abril do mesmo ano (vide faixas, abaixo); portanto, não é a mesma que foi excluída da apresentação do especial de televisão Elvis in Concert, exibido em outubro de 1977 e que só foi lançada oficialmente em 1990, no vídeo "The Great Performances". O áudio desta versão foi lançada em março de 1978.

## Faixas

### Versão original
| Lado A |                                                                       |                       |         |  |
| N.º    | Título                                                                | Data de gravação      | Duração |  |
| 1.     | "Unchained Melody" (gravado em turnê)                                 | 24 de abril de 1977   | 2:32    |  |
| 2.     | "If You Love Me (Let Me Know)" (gravado em turnê)                     | 26 de abril de 1977   | 2:57    |  |
| 3.     | "Little Darlin'" (gravado em turnê)                                   | 24 de abril de 1977   | 1:52    |  |
| 4.     | "He'll Have to Go" (gravado em Graceland)                             | 31 de outubro de 1976 | 4:28    |  |
| 5.     | "Let Me Be There" (do álbum, Elvis Recorded Live on Stage in Memphis) | 20 de março de 1974   | 3:26    |  |

| Lado B |                                                  |                        |         |  |
| N.º    | Título                                           | Data de gravação       | Duração |  |
| 1.     | "Way Down" (gravado em Graceland)                | 29 de outubro de 1976  | 2:37    |  |
| 2.     | "Pledging My Love" (gravado em Graceland)        | 29 de outubro de 1976  | 2:50    |  |
| 3.     | "Moody Blue" (gravado em Graceland)              | 4 de fevereiro de 1976 | 2:49    |  |
| 4.     | "She Thinks I Still Care" (gravado em Graceland) | 2 de fevereiro de 1976 | 3:49    |  |
| 5.     | "It's Easy for You" (gravado em Graceland)       | 29 de outubro de 1976  | 3:26    |  |

## Charts
| Críticas profissionais        | Críticas profissionais |
| Avaliações da crítica         | Avaliações da crítica  |
| Fonte                         | Avaliação              |
| ----------------------------- | ---------------------- |
| AllMusic                      | [ 2 ]                  |
| Christgau's Record Guide      | B–                     |
| MusicHound                    | [ 4 ]                  |
| The Rolling Stone Album Guide | [ 5 ]                  |
| Rough Guides                  | [ 6 ]                  |

- EUA - 3º - Billboard Pop - 1977
- EUA - 1º - Billboard Country - 1977
- EUA - 1º - Cashbox Country - 1977
- Inglaterra - 1º - NME - 1977
- Inglaterra - 3º - Guiness - 1977

## Músicos
- Elvis Presley: Voz, Violão e Piano
- James Burton: Guitarra
- John Wilkinson: Guitarra
- Chip Young: Guitarra
- Bill Sanford: Guitarra
- Weldon Myrick: Steel Guitar
- Norbert Putnam: Baixo
- Dennis Linde: Baixo
- Jerry Scheff: Baixo
- Charlie Hodge: Violão
- Tony Brown: Piano
- Glen Hardin: Piano
- David Briggs: Piano elétrico
- Bobby Emmons: Piano elétrico
- J.D.Summer, The Stamps, Kathy Westmoreland, Myrna Smith e Sherril Nielsen: Vocais
- Joe Guercio e Orquestra
- Ronnie Tutt: Bateria